# Dacrydium nausoriense
Dacrydium nausoriense é uma espécie de conífera da família Podocarpaceae.
Apenas pode ser encontrada no seguinte país: Fiji.
Está ameaçada por perda de habitat.